# Cyclogramma pandama
Cyclogramma pandama är en fjärilsart som beskrevs av Doubleday 1848. Cyclogramma pandama ingår i släktet Cyclogramma och familjen praktfjärilar. Inga underarter finns listade i Catalogue of Life.